# Valerij Leontjev
 Valerij Jakovlevič Leontjev (rusko Валерий Леонтьев, Valerij Jakovlevič Leontjev (Валерий Яковлевич Леонтьев), ruski pevec pop glasbe, * 19. marec 1949, Ust-Usa, Sovjetska zveza (danes Rusija).